# Blokland (Utrecht)

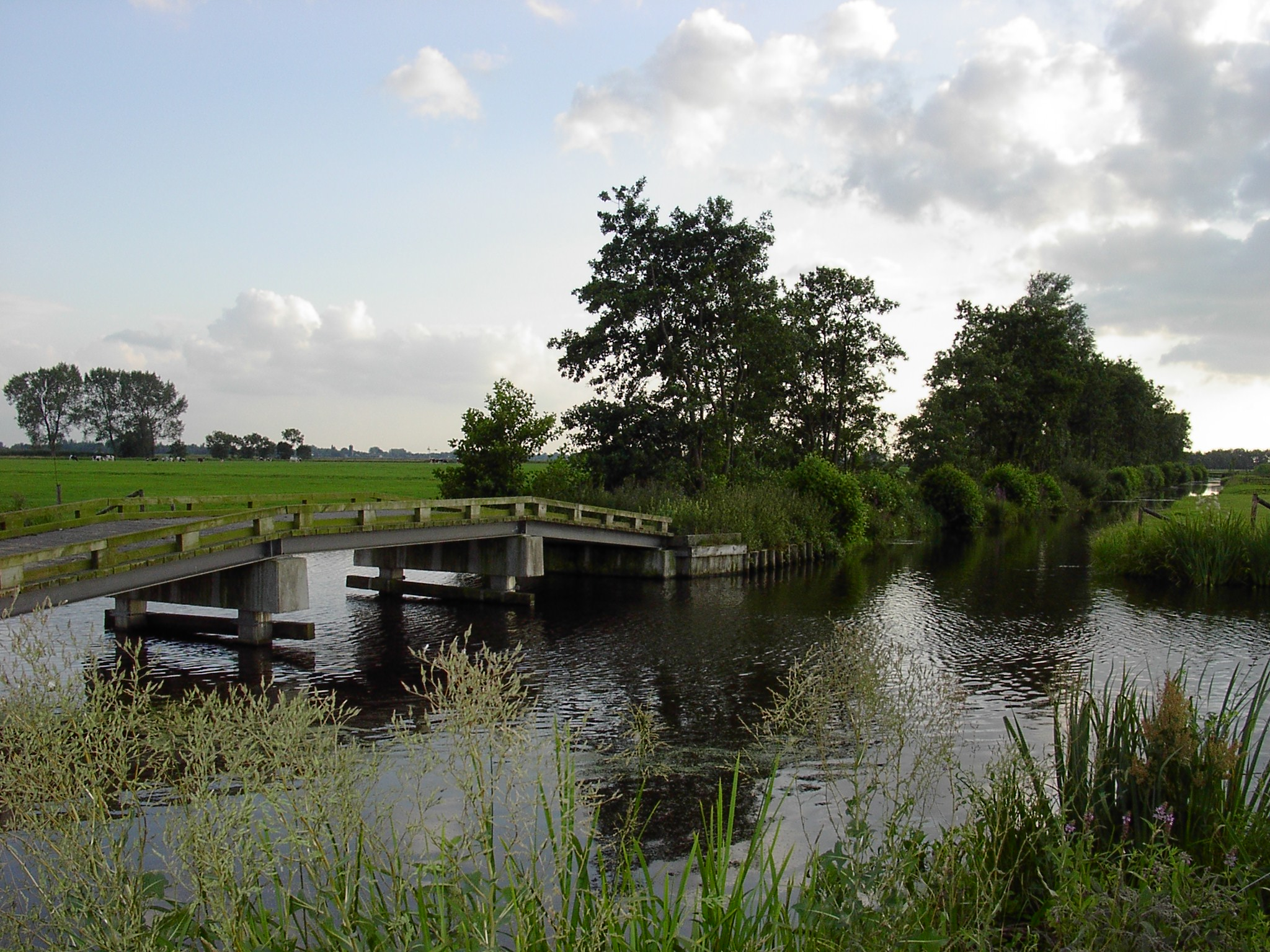
Bloklandse Dijk

Blokland (52° 02′ N, 4° 58′ L) é uma vila dos Países Baixos, na província de Utrecht. Blokland (Utrecht) pertence ao município de Montfoort, e está situada a 6 km, a oeste de IJsselstein.
A área de Blokland, que também inclui as partes periféricas da cidade, bem como a zona rural circundante, tem uma população estimada em 160 habitantes.